# Club olympique Courbevoie
Die Coqs de Courbevoie (offizieller Name: Club olympique Courbevoie) sind eine französische Eishockeymannschaft aus Courbevoie, welche 1972 gegründet wurde und in Saison 2012/13 in der Division 1, der zweithöchsten französischen Eishockeyliga, spielt.

## Geschichte
Der Club olympique Courbevoie wurde 1972 gegründet. Die Mannschaft spielte in der Folgezeit regelmäßig in der zweitklassigen Division 1, in der sie auch in der Saison 2012/13 antreten wird. Der Aufstieg in die höchste französische Spielklasse gelang der Mannschaft bislang noch nie.
Der Spitzname der Mannschaft sowie dessen Maskottchen, der Hahn (frz. Coq), beruhen auf der Aussprache der Abkürzung des offiziellen Klubnamens COC.

## Bekannte ehemalige Spieler
- Alon Eizenman